# Maníaco do Cassino
O Maníaco do Cassino, apelido de Paulo Sérgio Guimarães da Silva, também conhecido como Titica, é um assassino em série brasileiro. Durante a temporada de verão de 1998 a 1999, assassinou cinco pessoas na Praia do Cassino em Rio Grande e duas na Praia do Totó em Pelotas,  localizadas no litoral do Rio Grande do Sul. Por conta de seus crimes, incluindo ainda estupro e roubos, foi condenado a mais de 180 anos de prisão, sendo um dos presos com maiores condenações no Rio Grande do Sul. Atualmente, encontra-se cumprindo pena na Penitenciária de Alta Segurança de Charqueadas (PASC).

## Biografia
Paulo Sérgio trabalhava como pescador. Foi preso e condenado por tentativa de homicídio, vestindo-se de "Rambo" na prisão. No final de novembro de 1998, após nove anos, deixou a Penitenciária Estadual de Rio Grande (PERG).

## Maníaco do Cassino
Muito embora Paulo Sérgio já tivesse um histórico criminal, foram os assassinatos que cometeu entre dezembro de 1998 e março de 1999 que o levaram a ser conhecido como "Maníaco do Cassino". Naqueles meses, durante a época de veraneio, atacou casais que namoravam dentro de seus carros, na beira da Praia do Cassino, localizada na cidade de Rio Grande, no Rio Grande do Sul.
Os primeiros homicídios ocorreram em dezembro, quando Paulo Sérgio matou o casal Felipe Santos, de 19 anos, e Bárbara da Silva, de 22 anos. Os corpos de ambos, assassinados a tiros, foram encontrados em 12 de dezembro ao lado do carro estacionado à beira mar. Em março de 1999, matou o casal Anamaria Soares, de 31 anos, e Márcio Olinto, de 30 anos, que foram encontrados em 10 de março na Praia do Totó, em Pelotas.
Também em março de 1999, Paulo Sérgio atacou Petrick de Almeida, de 18 anos, e Brenda Graebin, de 14 anos, na Praia do Cassino. Petrick morreu no local, enquanto Brenda, que foi a única sobrevivente do assassino em série, ficou tetraplégica. Brenda afirmou que foi estuprada e que só sobreviveu por fingir estar morta. Poucos dias depois, na madrugada de 26 de março, Paulo Sérgio matou o casal Silvio Ibias, de 36 anos, e Adriana Simões, de 28 anos.
Após cometer os assassinatos, Paulo Sérgio relatou que aguardava a chegada da polícia e dos moradores para tomar conhecimento do que falariam.

## Prisão e condenação
No decorrer das investigações, treze pessoas foram presas. Em maio de 1999, Paulo Sérgio confessou os assassinatos das sete pessoas, bem como uma tentativa de homicídio e diversos assaltos nas cidades de Rio Grande e Pelotas. Paulo Sérgio afirmou que se inspirou no Maníaco do Parque e que seu objetivo era superá-lo no número de mortos. De acordo com o Diário do Grande ABC, era "o maior serial killer da história policial gaúcha" quando foi preso.
Em fevereiro de 2002, Paulo Sérgio foi condenado a 171 anos, quatro meses e 20 dias de prisão pelo cometimento de catorze crimes, sendo sete homicídios, uma tentativa de assassinato, três roubos, duas tentativas de roubo e um estupro. O julgamento durou dois dias e os jurados foram unânimes em condená-lo. A pena foi mais tarde aumentada para 184 anos e 10 meses de prisão.
Em 2007, Paulo Sérgio solicitou sua transferência da Penitenciária de Alta Segurança de Charqueadas (PASC), onde se encontrava preso desde antes de sua condenação, para a Penitenciária Estadual de Rio Grande (PERG). O juízo, entretanto, indeferiu a solicitação, julgando que a transferência para a cidade onde os crimes foram cometidos poderia gerar uma "convulsão social."
Conforme levantamento realizado pelo jornal Pioneiro em 2018, Paulo Sérgio era o preso que cumpria a oitava maior pena no Rio Grande do Sul.